# Daniel Felipe Martínez
Daniel Felipe Martínez Poveda (ur. 25 kwietnia 1996 w Soacha) – kolumbijski kolarz szosowy.

## Osiągnięcia
Opracowano na podstawie:

2014
- 1. miejsce w mistrzostwach Kolumbii juniorów (jazda indywidualna na czas)

2015
- 1. miejsce w klasyfikacji górskiej Route du Sud
- 1. miejsce w klasyfikacji młodzieżowej Tour of Utah

2017
- 1. miejsce w klasyfikacji młodzieżowej Presidential Cycling Tour of Turkey

2018
- 3. miejsce w Tour of California
- 1. miejsce w klasyfikacji młodzieżowej Colorado Classic

2019
- 1. miejsce w mistrzostwach Kolumbii (jazda indywidualna na czas)
- 3. miejsce w Tour Colombia
  - 1. miejsce na 1. etapie (jazda drużynowa na czas)
- 1. miejsce na 7. etapie Paryż-Nicea
- 2. miejsce w Tour of Guangxi

2020
- 1. miejsce w mistrzostwach Kolumbii (jazda indywidualna na czas)
- 2. miejsce w Tour Colombia
- 1. miejsce w Critérium du Dauphiné
  - 1. miejsce w klasyfikacji młodzieżowej
- 1. miejsce na 13. etapie Tour de France

2021
- 5. miejsce w Giro d’Italia

2022
- 1. miejsce w mistrzostwach Kolumbii (jazda indywidualna na czas)
- 3. miejsce w Volta ao Algarve
- 3. miejsce w Paryż-Nicea
- 1. miejsce w Vuelta al País Vasco
  - 1. miejsce w klasyfikacji punktowej
  - 1. miejsce na 4. etapie
- 3. miejsce w Giro di Toscana
- 1. miejsce w Coppa Sabatini

2023
- 1. miejsce w Volta ao Algarve

## Rankingi
| Rok              | 2015 | 2016 | 2017 | 2018  | 2019 | 2020 | 2021 | 2022 | 2023 | 2024 |
| ---------------- | ---- | ---- | ---- | ----- | ---- | ---- | ---- | ---- | ---- | ---- |
| UCI World Tour   |      | -    | -    | 85.   |      |      |      |      |      |      |
| World Ranking    |      | 921. | 250. | 113.  | 106. | 34.  | 146. | 15.  | 226. | 34.  |
| UCI Europe Tour  | -    | 627. | 369. | 1093. |      |      |      |      |      |      |
| UCI America Tour | 153. | -    | -    | 11.   | 8.   | 2.   | 11.  | 2.   | 19.  | -    |
|                  |      |      |      |       |      |      |      |      |      |      |
| Źródło: UCI      |      |      |      |       |      |      |      |      |      |      |